# Attentat de la place de la Loggia
L'attentat de la place de la Loggia, connu en Italie sous l'appellation strage di piazza della Loggia (massacre de la place de la Loggia), est un acte terroriste qui a eu lieu à Brescia, en Italie, le 28 mai 1974 à 10h12, causant la mort de 8 personnes et faisant 102 blessés.

## Contexte
Ce massacre s'est déroulé durant la période des années de plomb. Il fait partie des plus graves actes terroristes survenus en Italie, avec celui de l'attentat de la piazza Fontana à Milan en 1969, l'attentat de l'Italicus Express dans un train à San Benedetto Val di Sambro la même année, et l'attentat de la gare de Bologne à Bologne en 1980. 
Ce jour-là, une manifestation fut organisée sur la place de la Loggia, à l'appel de syndicats et du comité antifasciste, contre le terrorisme néofasciste.

## Victimes
Les victimes ayant perdu la vie furent :
- Giulietta Banzi Bazoli, 34 ans, enseignante de français.
- Livia Bottardi in Milani, 32 ans, enseignante de lettres.
- Alberto Trebeschi, 37 ans, enseignant de physique.
- Clementina Calzari Trebeschi, 31 ans, enseignante.
- Euplo Natali, 69 ans, retraité.
- Luigi Pinto, 25 ans, enseignant.
- Bartolomeo Talenti, 56 ans, ouvrier.
- Vittorio Zambarda, 60 ans, ouvrier.

## Procédures judiciaires

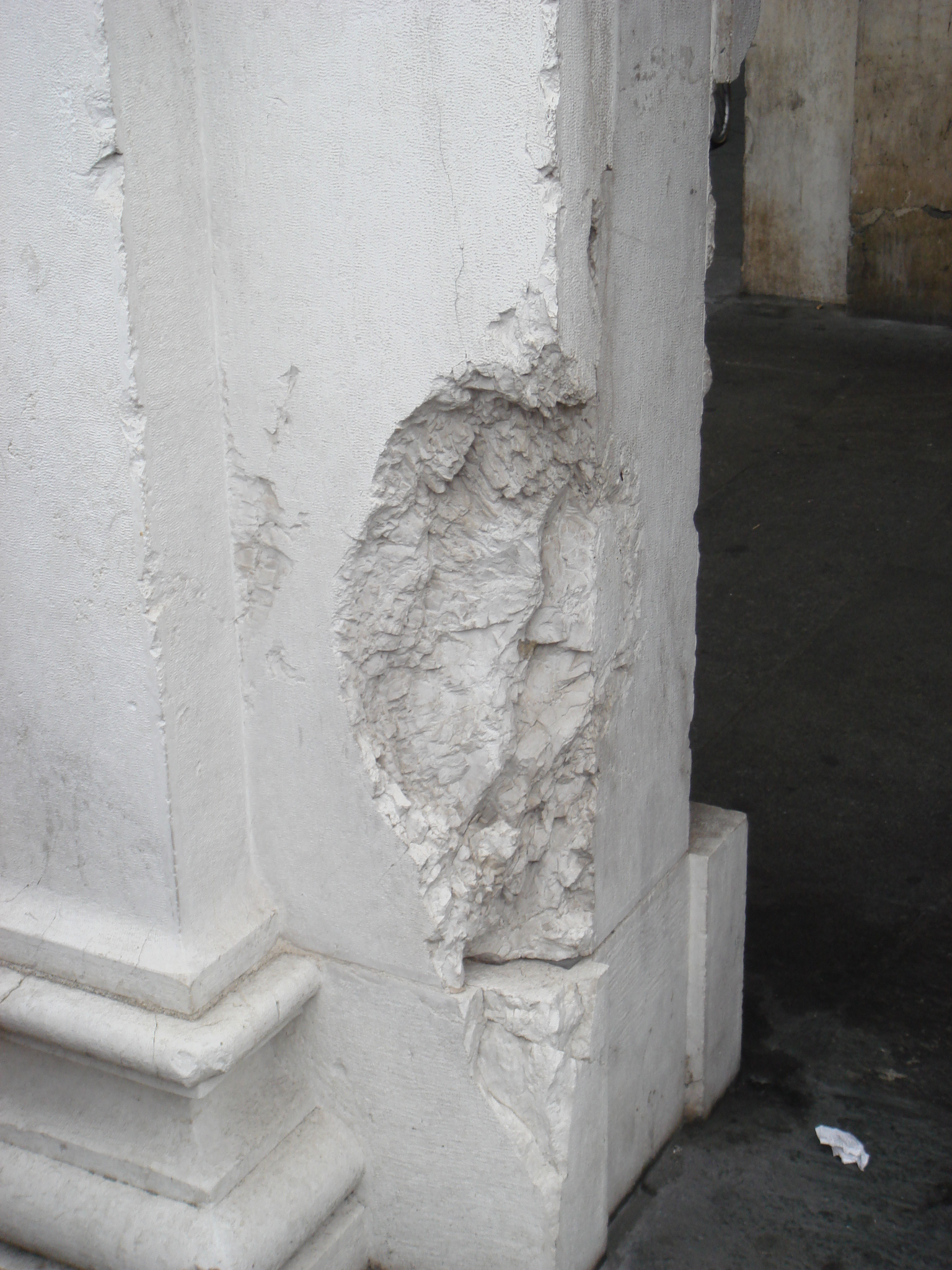
Impact de la bombe sur le pilier

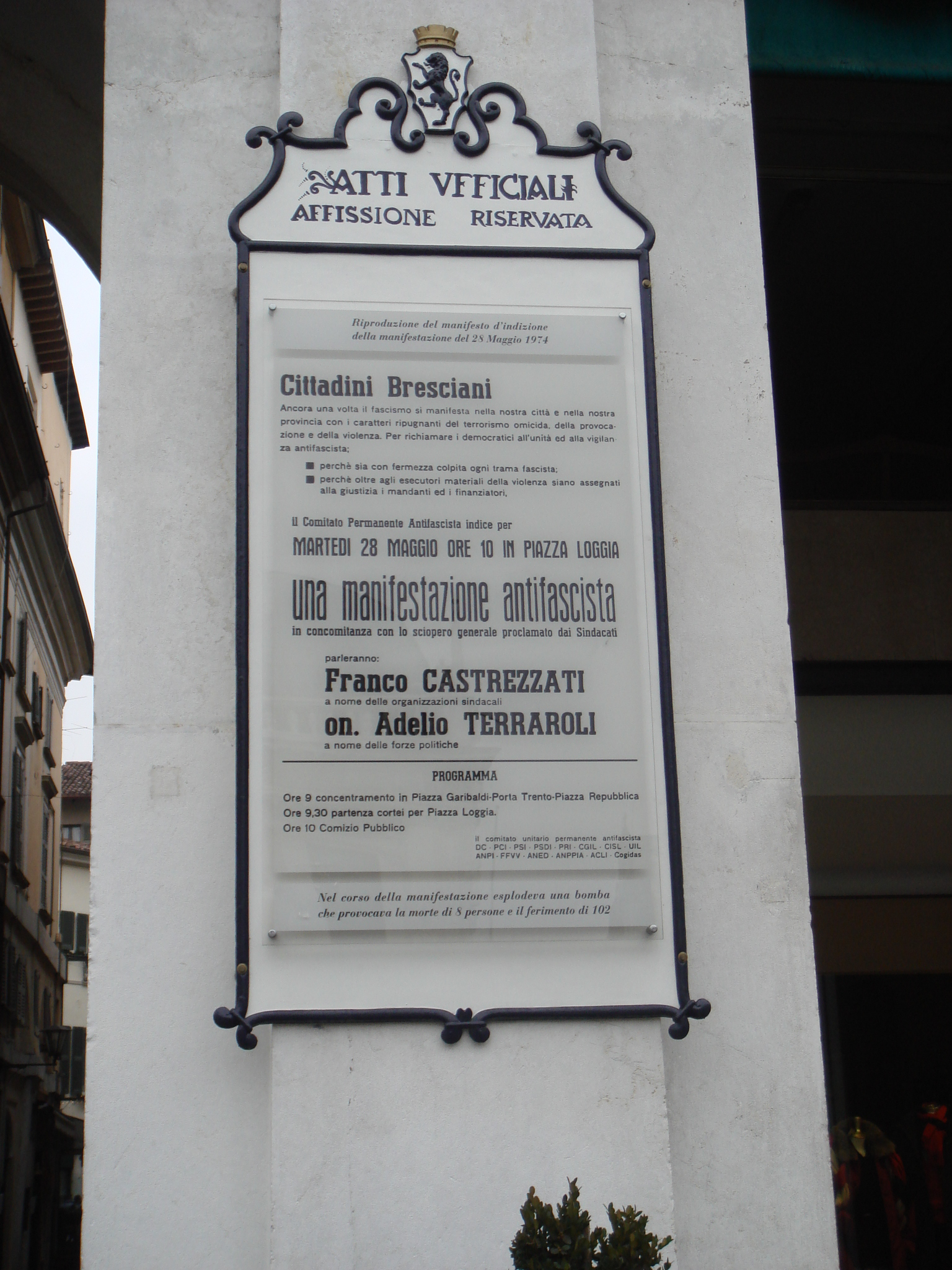
Reproduction de l'affiche de la manifestation

Après trois procès qui se sont déroulés entre 1979 et le 14 avril 2012, la justice n’a pu démontrer aucune culpabilité parmi les accusés, faute de preuves, bien que de forts soupçons aient pesé sur les membres du Mouvement Politique Ordre Nouveau d’extrême droite. Néanmoins, le 21 février 2014, la Cour de cassation a décidé d’ouvrir un nouveau procès pour Carlo Maria Maggi et Maurizio Tramonte, remettant ainsi en cause leurs acquittements,.
Le 22 juillet 2015, la Cour d'appel de Milan a condamné à la perpétuité, Carlo Maria Maggi, qui était le dirigeant de la section locale du groupuscule Ordre nouveau, et Maurizio Tramonte, un jeune militant du Mouvement social italien (MSI) qui au moment des faits était un « infiltré » chargé d’espionner Ordre nouveau pour le compte du Service des renseignements de la Défense (SID). Concernant Maurizio Tramonte, des photos attestent sa présence sur la place de la Loggia le jour de l’explosion,.

## Soupçons d'implication des services secrets italiens
Au cours des différentes procédures judiciaires liées au massacre, l'hypothèse de l'implication de branches des services secrets et de l'appareil d'État dans l'affaire a été constamment renforcée.
Une telle reconstruction semble s'appuyer sur une longue série de circonstances : ainsi de l'ordre donné par le chef adjoint Aniello Damare moins de deux heures après le massacre, à une équipe de pompiers de nettoyer à la hâte le lieu de l'explosion avec un camion de pompiers, balayant ainsi les indices, les artefacts et les traces d'explosifs avant qu'un magistrat ou un expert puisse procéder à une inspection ou à une enquête ; ensuite, la mystérieuse disparition de tous les objets rassemblés à l'hôpital avec les corps des blessés et des cadavres, qui revêtait également une importance fondamentale aux fins de l'enquête ; enfin, la récente enquête anthropologique commandée par le procureur général de Brescia sur une photo du jour de l'attentat qui prouverait la présence sur le site du massacre de Maurizio Tramonte, militant d'Ordine Nuovo et collaborateur du SID (Servizio Informazioni Difesa) le Service de renseignements pour la Défense.

Des circonstances obscures et des obstacles institutionnels se sont également manifestés au cours de la deuxième enquête, notamment l'envoi en 1989 par le Service des renseignements et de la sécurité militaire (SISMI) d'un mouchoir en papier se rapportant à une piste cubaine improbable, en précisant qu' « Il n’existe pas d’autres documents sur lesquels des éléments d’évaluation utiles puissent être tirés » et la mystérieuse évasion d’un témoin en Argentine, qui s’est produite juste avant que les magistrats puissent l’entendre, ce qui a amené le juge d’instruction Zorzi à dénoncer l’existence d’un mécanisme « qui donne littéralement des frissons, surtout de la colère, car il est la preuve, le cas échéant, de l’existence et du fonctionnement constant d’un filet de sécurité prêt à être tiré à tout moment et en tout lieu ».